# Freycinetia novocaledonica
Freycinetia novocaledonica là một loài thực vật có hoa trong họ Dứa dại. Loài này được Warb. miêu tả khoa học đầu tiên năm 1900.